# Marino Vanhoenacker
Marino Vanhoenacker (Ostende, 19 de julio de 1976) es un deportista belga que compitió en triatlón y duatlón.
Ganó tres medallas en el Campeonato Mundial de Triatlón de Larga Distancia entre los años 2004 y 2006. Además, obtuvo una medalla en el Campeonato Mundial de Ironman de 2010, y una medalla en el Campeonato Europeo de Ironman de 2012.
En duatlón consiguió una medalla en el Campeonato Mundial de Duatlón de Larga Distancia de 2000.

## Palmarés internacional
| Campeonato Mundial | Campeonato Mundial     | Campeonato Mundial | Campeonato Mundial |
| Año                | Lugar                  | Medalla            | Prueba             |
| ------------------ | ---------------------- | ------------------ | ------------------ |
| 2004               | Säter (Suecia)         | Medalla de bronce  | Individual         |
| 2005               | Fredericia (Dinamarca) | Medalla de plata   | Individual         |
| 2006               | Canberra (Australia)   | Medalla de bronce  | Individual         |

| Campeonato Mundial | Campeonato Mundial     | Campeonato Mundial | Campeonato Mundial |
| Año                | Lugar                  | Medalla            | Prueba             |
| ------------------ | ---------------------- | ------------------ | ------------------ |
| 2010               | Hawái (Estados Unidos) | Medalla de bronce  | Individual         |
| Campeonato Europeo |                        |                    |                    |
| Año                | Lugar                  | Medalla            | Prueba             |
| 2012               | Fráncfort (Alemania)   | Medalla de oro     | Individual         |

| Campeonato Mundial | Campeonato Mundial   | Campeonato Mundial | Campeonato Mundial |
| Año                | Lugar                | Medalla            | Prueba             |
| ------------------ | -------------------- | ------------------ | ------------------ |
| 2000               | Pretoria (Sudáfrica) | Medalla de bronce  | Individual         |